# Bergstubb
Bergstubben (Pomatoschistus pictus) är en fisk i familjen smörbultar. 

## Utseende
Lik sandstubben med mer eller mindre mörkt sandfärgad kropp med mörkare fläckar längs sidorna, men de mörka fläckarna är mer markerade och finns också på fenorna. Hanarna har klarare färger än honorna. Två ryggfenor, varav den främsta är hög, med taggstrålar och den bakre lägre med mjukstrålar. De båda bukfenorna är sammanvuxna och bildar en sugskiva. Bergstubben blir upp till 10 cm lång, oftast mindre.

## Utbredning
Medelhavet och östra Atlanten från Biscayabukten norrut till mellersta Norge. Finns runt Brittiska öarna, går in i Skagerack, Kattegatt och Öresund.

## Vanor
Bergstubben är havslevande och vistas främst på grunt vatten upp till 50 meters djup (djupare under vintern). Den föredrar sand- och grusbottnar, där den ofta är delvis nergrävd i bottenmaterialet. Födan utgörs av små kräftdjur. Livslängd upp till 2 år. 

## Fortplantning
Bergstubben leker under vår till sommar, varvid hanen lockar honor att lägga ägg i någon hålighet. Efteråt vaktar hanen äggen, som kläcks efter 1 till 2 veckor. Ynglen övergår från ett pelagiskt liv till bottenliv när de är omkring 1 centimeter långa.